# Dion De Neve
Dion De Neve (Aalst, 12 giugno 2001) è un calciatore belga, centrocampista del Blackburn.

## Carriera

### Club
Cresciuto nel settore giovanile dello Zulte Waregem, ha esordito in prima squadra il 24 luglio 2021, in occasione dell'incontro di Pro League pareggiato 1-1 contro l'OH Lovanio.
Nel 2022 è stato acquistato dal Kortrijk.

### Nazionale
Ha giocato nelle nazionali giovanili belghe Under-16 ed Under-17.

## Statistiche

### Presenze e reti nei club
Statistiche aggiornate al 25 febbraio 2023.
| Stagione        | Squadra         | Campionato      | Campionato | Campionato | Coppe nazionali | Coppe nazionali | Coppe nazionali | Coppe continentali | Coppe continentali | Coppe continentali | Altre coppe | Altre coppe | Altre coppe | Totale | Totale |
| Stagione        | Squadra         | Comp            | Pres       | Reti       | Comp            | Pres            | Reti            | Comp               | Pres               | Reti               | Comp        | Pres        | Reti        | Pres   | Reti   |
| --------------- | --------------- | --------------- | ---------- | ---------- | --------------- | --------------- | --------------- | ------------------ | ------------------ | ------------------ | ----------- | ----------- | ----------- | ------ | ------ |
| 2021-2022       | Zulte Waregem   | D1              | 17         | 2          | CB              | 0               | 0               |                    | -                  | -                  |             | -           | -           | 17     | 2      |
| 2022-2023       | Kortrijk        | D1              | 9          | 1          | CB              | 1               | 0               |                    | -                  | -                  |             | -           | -           | 10     | 1      |
| Totale carriera | Totale carriera | Totale carriera | 26         | 3          |                 | 1               | 0               |                    | -                  | -                  |             | -           | -           | 27     | 3      |